# Petzeck
Petzeck är ett berg i Österrike.   Det ligger i distriktet Spittal an der Drau och förbundslandet Kärnten, i den centrala delen av landet, 300 km sydväst om huvudstaden Wien. Toppen på Petzeck är 3 283 meter över havet, eller 800 meter över den omgivande terrängen. Bredden vid basen är 16,0 km.
Terrängen runt Petzeck är huvudsakligen bergig, men åt nordväst är den kuperad. Närmaste större samhälle är Lienz, 13,8 km söder om Petzeck. 
Trakten runt Petzeck består i huvudsak av gräsmarker. Runt Petzeck är det ganska glesbefolkat, med 29 invånare per kvadratkilometer.